# Dood van een schaduw
Dood van een schaduw is een Belgische kortfilm uit 2012. De kortfilm, die behoort tot het fantasygenre, is geschreven en geregisseerd door Tom Van Avermaet. Matthias Schoenaerts speelt de hoofdrol. Op 10 januari 2013 werd Dood van een schaduw genomineerd voor een Oscar voor Beste korte film,, maar deze prijs ging naar Curfew van Shawn Christensen.

## Verhaal
De schaduw van Nathan Rijckx, een soldaat die gestorven is tijdens de Eerste Wereldoorlog, is gevangengenomen door een verzamelaar. Die geeft Nathan de kans om opnieuw tot leven te komen, in ruil voor de schaduwen van 10.000 andere personen.

## Rolverdeling
- Matthias Schoenaerts als Nathan Rijckx
- Laura Verlinden als Sarah Winters
- Peter Van den Eede als schaduwverzamelaar
- Benjamin Ramon als Daniel Hainaut